# Kanton Charente-Champagne
Der Kanton Charente-Champagne ist ein französischer Kanton im Département Charente und in der Region Nouvelle-Aquitaine. Er umfasst 23 Gemeinden im Arrondissement Cognac. Bei der landesweiten Neuordnung der französischen Kantone wurde er 2015 neu geschaffen.

## Gemeinden
Der Kanton besteht aus 21 Gemeinden mit insgesamt 16.800 Einwohnern (Stand: 1. Januar 2022) auf einer Gesamtfläche von 333,22 km²:
| Gemeinde                  | Einwohner 1. Januar 2022 | Fläche km² | Dichte Einw./km² | Code INSEE | Postleitzahl |
| ------------------------- | ------------------------ | ---------- | ---------------- | ---------- | ------------ |
| Angeac-Champagne          | 496                      | 14,27      | 35               | 16012      | 16130        |
| Angeac-Charente           | 296                      | 10,81      | 27               | 16013      | 16120        |
| Bellevigne                | 1.274                    | 43,77      | 29               | 16204      | 16120        |
| Birac                     | 368                      | 11,84      | 31               | 16045      | 16120        |
| Bonneuil                  | 248                      | 13,58      | 18               | 16050      | 16120        |
| Bouteville                | 330                      | 12,07      | 27               | 16057      | 16120        |
| Châteauneuf-sur-Charente  | 3.562                    | 24,02      | 148              | 16090      | 16120        |
| Criteuil-la-Magdeleine    | 403                      | 15,19      | 27               | 16116      | 16300        |
| Gensac-la-Pallue          | 1.614                    | 19,23      | 84               | 16150      | 16130        |
| Genté                     | 929                      | 11,59      | 80               | 16151      | 16130        |
| Graves-Saint-Amant        | 328                      | 8,99       | 36               | 16297      | 16120        |
| Juillac-le-Coq            | 655                      | 14,54      | 45               | 16171      | 16130        |
| Lignières-Ambleville      | 704                      | 21,45      | 33               | 16186      | 16130        |
| Mosnac-Saint-Simeux       | 967                      | 15,73      | 61               | 16233      | 16120        |
| Saint-Fort-sur-le-Né      | 380                      | 6,80       | 56               | 16316      | 16130        |
| Saint-Preuil              | 302                      | 12,39      | 24               | 16343      | 16130        |
| Saint-Simon               | 229                      | 3,77       | 61               | 16352      | 16120        |
| Salles-d’Angles           | 1.007                    | 21,80      | 46               | 16359      | 16130        |
| Segonzac                  | 2.093                    | 35,19      | 59               | 16366      | 16130        |
| Verrières                 | 321                      | 13,37      | 24               | 16399      | 16130        |
| Vibrac                    | 294                      | 2,82       | 104              | 16402      | 16120        |
| Kanton Charente-Champagne | 16.800                   | 333,22     | 50               | 1607       | –            |

## Veränderungen im Gemeindebestand seit der landesweiten Neuordnung der Kantone
2022: Fusion Ambleville und Lignières-Sonneville → Lignières-Ambleville
2021: Fusion Mosnac und Saint-Simeux → Mosnac-Saint-Simeux
2017: Fusion Éraville, Malaville, Nonaville, Touzac und Viville → Bellevigne

## Politik
| Vertreter im Departementrat | Vertreter im Departementrat            | Vertreter im Departementrat |
| Amtszeit                    | Namen                                  | Partei                      |
| --------------------------- | -------------------------------------- | --------------------------- |
| 2015–                       | Marie-Claude Guionnet Jean-Paul Zucchi | UD                          |